# HMCS Charlottetown (K244)
HMCS Charlottetown (K244) je bila korveta izboljšanega razreda Flower, ki je med drugo svetovno vojno plula pod zastavo Kraljeve kanadske vojne mornarice.

## Zgodovina
Korveto je 11. septembra 1942 torpedirala in potopila nemška podmornica U-517, medtem ko je korveta spremljala konvoj SQ-30; umrlo je devet članov posadke.